# Tagatose
Tagatose is een monosacharide, meer bepaald een hexose. Het wordt in de natuur in kleine hoeveelheden gevonden in zuivelproducten. Het wordt gebruikt als zoetstof. De textuur komt sterk overeen met die van sacharose (gewone suiker). De zoetwaarde van tagatose is 92% ten opzichte van die van sacharose, maar tagatose bevat slechts 38% van het aantal calorieën dat sacharose bevat.
Tagatose werd in 1999 veilig verklaard als voedselingrediënt door de Amerikaanse Food and Drug Administration (FDA). Dit werd in 2007 bevestigd door de Europese Autoriteit voor voedselveiligheid (EFSA)
Aangezien tagatose op een andere manier wordt gemetaboliseerd dan sacharose, heeft het een minimaal effect op de glucose- en insulinespiegel in het bloed. Tagatose is ook goedgekeurd als een tandvriendelijk ingrediënt in voeding.